# Cambarus causeyi
Cambarus causeyi е вид ракообразно от семейство Cambaridae. Видът не е застрашен от изчезване.

## Разпространение и местообитание
Разпространен е в САЩ (Арканзас).
Обитава сладководни басейни и реки.